# Expresso do Esporte
O Expresso do Esporte (antigo Expresso da Bola) foi um programa sobre os jogadores de futebol brasileiros espalhados pelo mundo. O jornalista Décio Lopes viajava pelo planeta atrás das histórias de vida de cada jogador. Jogadores importantes ou desconhecidos narravam o que é viver em um país de língua e cultura diferente, de costumes diferentes, em nome de uma oportunidade no mundo da bola. Era exibido no canal SporTV, com co-produção da MariaTV. Entrou no ar em 2003. Saiu do ar em 2012. Em 24 de abril de 2022, voltou a ser exibido, agora como quadro do Esporte Espetacular, da TV Globo.